# Erkenci Kuş
Erkenci Kuş (no Brasil: A Sonhadora) é uma telenovela turca produzida pela Gold Film e exibida pela Star TV de 26 de junho de 2018 a 6 de agosto de 2019. A trama é criada e escrita por Ayse Üner Kutlu com a colaboração de İlker Barış, Yeşim Çıtak, Aslı Zengin e Banu Zengin Tak e conta com a direção de Çağrı Bayrak. O folhetim é protagonizado por Demet Özdemir e Can Yaman e conta com Özlem Tokaslan, Cihan Ercan, Öznur Serçeler, Birand Tunca e Berat Yenilmez.

## Enredo
Sanem é uma jovem que aspira ser escritora e morar nas Ilhas Galápagos. Ela ajuda na mercearia de seu pai, mas é forçada por seus pais a escolher entre um casamento arranjado com seu vizinho Muzaffer e encontrar um emprego adequado. Sanem encontrará um emprego na Fikri Harika, uma das principais agências de publicidade da Turquia, onde Leyla, sua irmã mais velha, é assistente executiva. Aziz, dono da agência de publicidade, tem dois filhos, Emre e Can. Emre quer assumir o negócio, mas seu pai considera Can mais adequado para o cargo e o nomeia gerente da agência. Can tem o que seu pai deseja para a empresa, mas Can prefere tirar fotos em partes remotas do mundo. Eventualmente, pode concordar em dirigir a empresa ao saber dos problemas de saúde do pai. Aziz também diz a Can para encontrar o espião na empresa que está ajudando seu concorrente, Aylin. Emre não gosta da ideia de seu irmão ser o gerente e acredita que ele merece essa posição e planeja fazê-lo falhar, além de ser o espião de verdade. Na festa de 40 anos da companhia em uma ópera, Sanem entra na varanda escura e esbarra em Can. Pode, pensando que ela era sua namorada Polen, a beija. Ao sair, Sanem percebe que está apaixonada pelo estranho que a beijou, dando-lhe o codinome Albatros, mas odiando Can, e Emre fazendo-a acreditar que Can só quer aumentar o valor da empresa para vendê-la. Logo, Can se apaixona por Sanem, e descobre que ele a beijou naquele dia na ópera, e assim começou esta inevitável história de amor.

## Elenco
- Demet Özdemir como Sanem Aydın Divit
- Can Yaman como Can Divit
- Özlem Tokaslan como Mevkibe Aydın
- Cihan Ercan como Muzaffer Kaya (Zebercet)
- Öznur Serçeler como Leyla Aydın Divit
- Berat Yenilmez como Nihat Aydın
- Birand Tunca como Emre Divit
- İpek Tenolcay como Hüma
- Sevcan Yaşar como Aylin Yüksel
- Anıl Çelik como Cengiz Özdemir (Ceycey)
- Tuğçe Kumral como Deren Keskin
- Ceren Taşçı como Ayhan Işık
- Sibel Şişman como Güliz Yıldırım
- Tuan Tunalı como Metin
- Ali Yağcı como Osman Işık
- Asuman Çakır como Aysun Kaya
- Oğuz Okul como Rıfat
- Feri Baycu Güler como Melahat
- Kimya Gökçe Aytaç como Polen
- Ahmet Somers como Aziz Divit
- Utku Ateş como Yiğit

## Exibição Internacional
No Brasil, o serviço de streaming Globoplay adquiriu os direitos de exibição da produção que chegou ao seu catálogo em outubro de 2024.
Em Portugal, foi exibida no canal AXN White de 2 de outubro de 2023 a 13 de maio de 2024 sendo substituída por O Homem Errado. 
Foi exibida em Angola pelo canal Kwenda Magic, e em Moçambique pelo canal Maningue Magic entre 2022 e 2023, substituindo Uma Rapariga Chamada Feriha.